# Чаирски езера
Чаирски езера – група от девет езера в Пирин, разположени в голям циркус, наречен Чаира, в долината на река Санданска Бистрица. Намират се между върховете Мозговишки чукар и Превалски чукар на височина от 2200 до 2450 м. Общата им площ е около 92 декара, което е с 30 декара по-малко от тази на най-голямото езеро в Пирин - Поповото езеро. Сумарно водният обем на езерата е 160 000 куб. м. - 8 пъти по-малък от този на Поповото езеро. За някои от тях няма точни данни или са твърде малки, но въпреки това подредени по височина от най-високото до най-ниското те изглеждат така:
Първото езеро се намира на 2430 м н.в. с кръгла форма (50 х 40 м) и площ 1,2 декара.
Второто езеро е на 2427 м с бъбрековидна форма и размери 135 х 120 м и площ 9,2 декара; дълбоко е 5,6 м, а водният му обем е 23 000 куб. м. То е най-дълбоко от групата и се намира най-южно в малък страничен циркус.
Третото езеро е на 2416 м н.в., второ по големина със своите 22,6 декара и размери 256 х 124 м; дълбоко е само 3,5 м, но водният му обем е значителен – 47 300 куб. м.
Четвъртото е с един метър по-ниско; то е малко – 50 х 30 м и площ от 1,2 декара.
Петото се намира на 2413 м и е с размери 75 х 60 м (площ 1,6 декара).
Шестото е на 2412 м, размери 60 х 25 м, площ 1,2 декара.
Седмото (известно като Бъбрека или Дъговидното) се намира на 2355 м.; то е голямо (на трето място в групата) – 286 х 246 м и площ 18,9 декара; дълбоко е 3,7 м с воден обем 22 000 куб. м.
Осмото (41°42′12″ с. ш. 23°27′00″ и. д. / 41.703333° с. ш. 23.45° и. д., наречено още Мечото или Голямото) е най-голямото от Чаирските езера с размери 234 х 141 м и площ 25,2 декара (воден обем 53 200 куб. м.; намира се на 2235 м н.в. и е дълбоко 4,40 м. То събира водите на предните седем езера и се оттича в последното, деветото, откъдето тръгва Чаирската река.
Деветото е най-ниско – намира се на 2205 м; то е сравнително голямо (размери 238 х 80 м и площ 11,8 декара); дълбоко е 2,2 м с воден обем 11 000 куб. м. Осмото и деветото се наричат Мечите езера. Те са трогови езера – разположени в някогашната ледникова долина на Чаирска река. Преградени са с морени и почти отвсякъде са обрасли с гъст клек.
Покрай Чаирските езера минава пътеката от хижа Демяница за заслон Спано поле и хижа Яне Сандански. В участъка от съседните Превалски езера през Чаира до местността Башлийца тази пътека е маркирана в зелено.
При промяната на имената на обектите в Пирин по време на Възродителния процес бяха преименувани на Поленски езера. Това име не е популярно и не се използва от туристите.